# مورتان سور جيروند
مورتان سور جيروند (بالفرنسية: Mortagne-sur-Gironde)‏ هي بلدية تقع في منطقة بواتو شارانت الواقعة في إقليم شارنت البحرية في جنوب غرب فرنسا. نشأت بلدةً صغيرةً ثم أصبحت إمارةً وشهدت حرب المائة عام، ثم سقطت الإمارة بالاستيراث. وقد كانت قلعة عسكرية مهمة وميناء حيويًّا، فأصبحت الميناء الأكثر أهمية على ضفاف خور جيروند في القرن الثامن عشر، ثم تصدرتها مدينتا بوردو وبلاي في الترتيب وذلك في منتصف القرن العشرين، ثم أخذت شعبيتها تتراجع شيئًا فشيئًا. لا تزال المدينة مصيدًا نشطًا نسبيًا، ولكن السياحة هي المصدر الأول لدخلها.